# Xove
Xove település Spanyolországban, Lugo tartományban. Xove Viveiro, O Valadouro és Cervo községekkel határos. Lakosainak száma 3327 fő (2024).

## Népesség
A település népessége az elmúlt években az alábbi módon változott:
| Lakosok száma | 3632 | 3603 | 3602 | 3518 | 3512 | 3456 | 3342 | 3273 | 3352 | 3327 |
|               | 2001 | 2004 | 2007 | 2009 | 2012 | 2014 | 2017 | 2019 | 2022 | 2024 |